# 劉齊賢 (清朝)
劉齊賢（?—?），福建闽杭人，清朝政治人物。
光绪16年（1890年），擔任清朝遵义府婺川縣知縣。后由賈翽梧接任。